# آلدو پولیزی
آلدو پولیزی (ایتالیایی: Aldo Puglisi؛ زادهٔ ۱۲ آوریل ۱۹۳۵) بازیگر اهل ایتالیا است.
از فیلم‌هایی که وی در آن نقش داشته‌است، می‌توان به شب زفاف، سیه‌پر نر، تن‌کامه، عشاق لاتین، شیفته، ازدواج به سبک ایتالیایی، پرندگان، زنبورهای عسل و ایتالیایی‌ها، عشق و خشم و گمراه و رهاشده اشاره کرد.